# Андалузский диалект арабского языка
Андалузский диалект арабского языка, также андалусийско-арабский язык (араб. اللهجة الأندلسية‎, исп. Árabe andalusí) — одна из средневековых разновидностей арабского языка, получившего распространение в мусульманских землях Иберии (Кордовский халифат) и Балеарских островах, управляемых «маврами», в VIII—XVI веках. Постепенно вытеснен романскими языками (испанский, португальский, каталонский) по завершении Реконкисты. Частично сохранялся среди так называемых мудехаров до XVII века.

## Характеристика
Принадлежал к арабской группе семито-хамитских языков, был близок марокканским диалектам, от которых и произошёл. Языковая ситуация в мусульманской Испании носила сложный, многоуровневый характер. Собственно этнические арабы, носители арабского языка, составляли не более 5 % всех мусульман страны и лишь около 1 % населения полуострова. Большую часть мусульман халифата составляли берберы, наёмники арабских армий, набранных в странах Магриба, рабы самого различного происхождения (в том числе и сакалиба), а также исламизированные группы автохтонного романоязычного населения (мосарабы). Диглоссия и многоязычие были очень распространены. Классический арабский язык использовался для записи текстов, разговорная же речь представляла собой устный андалусийско-арабский язык. В Мусульманской Испании IX—XI веков классический арабский язык стал литературным языком не только для мусульман, но и для местных христиан. По оценке, число владеющих им в этот период доходило до 6—7 миллионов человек, однако даже в период максимальной арабизации, мосарабский язык довольно хорошо сохранялся среди христианских общин и, по-видимому, продолжал оставаться их основным обиходным языком, несмотря на то что и он записывался арабской вязью альхамьядо. Число носителей арабского языка было значительным лишь на юго-востоке страны. Письменными памятниками некоторые черты языка фиксируются в народных поэмах и прозе начиная с IX века, последние же документы (несколько деловых писем) относятся к началу XVII столетия и написаны в г. Валенсия. При этом уже в 1567 году испанский король специальным декретом полностью запретил любое использование арабского языка где бы то ни было. Изгнание морисков положило конец существованию диалекта.